# Doom Dada
"Doom Dada" (hangul: 둠 다다) é uma canção do cantor e rapper sul-coreano T.O.P, lançada em formato digital em 15 de novembro de 2013 pela YG Entertainment. Foi composta pelo próprio e co-produzida por ele juntamente com Choice37. A canção pertencente ao gênero hip hop, recebeu análises positivas dos críticos de música, que consideraram-na uma canção que se concentra mais nas características pessoais de T.O.P do que no apelo popular. Comercialmente, "Doom Dada" atingiu seu pico de número quatro na parada sul-coreana Gaon Digital Chart, mais tarde, seu lançamento em formato físico, posicionou-se no top 3 da Gaon Albums Chart.    

## Antecedentes, promoção e composição
Em 30 de outubro de 2013, foi anunciado pela YG Entertainment o retorno de T.O.P através do lançamento de um single digital. A canção tornou-se seu primeiro lançamento em três anos desde o single "Turn It Up" de 2010. Em 12 de novembro, uma imagem teaser foi divulgada revelando seu título como sendo "Doom Dada", no dia seguinte, uma segunda imagem foi lançada trazendo as informações de produção da canção. Apesar de T.O.P não ter promovido a faixa na televisão, em 22 de novembro, ele realizou a primeira apresentação televisiva de "Doom Dada", transmitida ao vivo durante a premiação Mnet Asian Music Awards em Hong Kong.

Musicalmente, "Doom Dada" é considera uma canção que se utiliza da natureza crua do hip hop, para criar uma sonoridade de escape para um mundo futurista, apocalíptico. As letras da composição escritas por T.O.P, foram notadas pelo website sul-coreano Osen, como sendo ásperas, ainda que abstratas e com um toque surrealista. Elas referem-se a uma história de seu ponto de vista, sob a contemplação da cultura pop contemporânea. "Doom Dada" foi produzida pelo mesmo juntamente com Choice37, como uma canção de características não  comerciais. T.O.P explicou sua motivação declarando: 
| “ | Em vez de escolher tentar apelar para as massas, eu escolhi personalidade. Como é uma canção experimental, isto poderia ser uma aventura. | ” |

## Recepção da crítica
"Doom Dada" obteve uma recepção positiva da crítica especializada, sendo considerada uma canção onde T.O.P inseriu com êxito suas verdadeiras cores. Tamar Herman da Billboard elogiou a faixa e notou como "a melodia está magnetizada com sintetizadores zunindo, batidas tribais e cânticos, todos os quais são pálidos, em comparação com a agressividade do rapper e a entrega multi-tonal de seus versos". Além disso, ela acrescentou que T.O.P "revelou sua verdadeira arte" com a canção. Escolhida como a melhor canção de K-pop do ano de 2013 pela revista Dazed, "Doom Dada" foi descrita como "convidativa e alienante" pela publicação, que destacou que apesar de ser uma faixa de K-pop, a canção "é dissimulante, frenética e escorregadia" e concluiu sua análise considerando que com "Doom Dada", T.O.P estava liderando a evolução do K-pop.

## Vídeo musical
O vídeo musical de "Doom Dada" foi dirigido Seo Hyun-seung e filmado durante um período total de quatro dias. A produção filmada inteiramente em preto e branco, contou com o envolvimento direto de T.O.P, que foi o responsável por idealizar os conceitos inseridos no vídeo musical e também por seu cenário geral. Em entrevista à Fuse, ele explicou sobre o significado da produção dizendo: "Eu queria fazer um vídeo único que parecesse um filme cult com alguns elementos divertidos, um vídeo com uma mensagem. Eu queria que muitas pessoas visualizassem facilmente a história por trás do vídeo". O vídeo musical de "Doom Dada" contém cenas que fazem referência aos filmes 2001: A Space Odyssey (1968) de Stanley Kubrick e The Good, the Bad, the Weird (2008) do diretor Kim Ji Woon,
Em uma das cenas iniciais do vídeo musical, são exibidos macacos que acham ossos e começam a testa-los, e assim como no filme 2001: A Space Odyssey, que contém elementos temáticos sobre a evolução humana, o vídeo apresenta um desses macacos descobrindo um microfone, sendo uma referência a evolução de T.O.P como um rapper. Outra inspiração pode ser notada vinda do artista surrealista espanhol Salvador Dalí, onde T.O.P aparece utilizando um bigode invertido como o mesmo. Adicionalmente, os trabalhos Baby Map of the World (1939) e The Three Sphinxes of Bikini (1947) de Dalí, são parodiados no vídeo musical.

## Faixas e formatos
A versão digital de "Doom Dada" foi lançada mundialmente contendo apenas uma faixa com duração de três minutos e trinta e três segundos. A canção também foi comercializada em versão CD single, sob o título de Doom Dada Special Edition, contendo a canção original e sua versão instrumental, além de conteúdos que incluíram as cenas da gravação de seu respectivo vídeo musical e um livro de fotos contendo as cenas dos bastidores da produção. No Japão, "Doom Dada" também foi lançada nos formatos digital e CD single+DVD, com este último intitulado de Doom Dada Japan Special Edition e incluindo quatro canções de T.O.P. Seu conteúdo adicional em DVD integrou os vídeos musicais de "Turn It Up" e "Doom Dada", a gravação do vídeo musical deste último e a apresentação de T.O.P durante a turnê Japan Dome Tour (2013-2014) de seu grupo Big Bang.
| "Doom Dada" – Download digital |                |         |  |
| N.º                            | Título         | Duração |  |
| 1.                             | "Doom Dada"    | 3:33    |  |
| Duração total:                 | Duração total: | 3:33    |  |

| Doom Dada – CD single |                            |         |  |
| N.º                   | Título                     | Duração |  |
| 1.                    | "Doom Dada"                | 3:33    |  |
| 2.                    | "Doom Dada (instrumental)" | 3:33    |  |
| Duração total:        | Duração total:             | 6:67    |  |

| Conteúdo bônus em DVD – Edição CD single+DVD japonês |                                                                            |         |  |
| N.º                                                  | Título                                                                     | Duração |  |
| 1.                                                   | "Doom Dada" (Vídeo musical)                                                |         |  |
| 2.                                                   | "Turn It Up" (Vídeo musical)                                               |         |  |
| 3.                                                   | "Doom Dada (Big Bang Japan Dome Tour 2013~2014 Special Edit ver.)" (Vídeo) |         |  |
| 4.                                                   | "Making of de Doom Dada M/V" (Vídeo)                                       |         |  |
| 5.                                                   | "Doom Dada"                                                                |         |  |
| 6.                                                   | "Turn It Up"                                                               |         |  |
| 7.                                                   | "Oh Mom"                                                                   |         |  |
| 8.                                                   | "Of All Days"                                                              |         |  |

## Desempenho nas paradas musicais
Apesar de "Doom Dada" não ter sido promovida por T.O.P, a canção alcançou a primeira colocação no iTunes Top Songs de cinco países. Na Coreia do Sul, ela liderou todas as paradas dos serviços de música online em seu primeiro dia de lançamento e fez sua entrada na parada da Gaon, posicionando-se em número dez na Gaon Digital Chart e em número oito na Gaon Download Chart obtendo vendas de 136,782 mil downloads digitais pagos. Além disso, posicionou-se em número 44 na Gaon Streaming Chart obtendo mais de um milhão de transmissões. Na semana seguinte, "Doom Dada" atingiu seu pico de número quatro na Gaon Digital Chart, de número cinco na Gaon Download Chart com vendas digitais de 143,188 mil cópias e de número oito na Gaon Streaming Chart com mais de 2,6 milhões de transmissões. Seu lançamento em formato físico ocorrido em 13 de dezembro do mesmo ano, alcançou seu pico de número três na Gaon Albums Chart durante sua primeira semana na referida parada.
Nos Estados Unidos, "Doom Dada" levou T.O.P a fazer sua primeira entrada como solista na Billboard World Digital Songs, onde a canção atingiu a posição de número três. No Japão, seu lançamento em formato físico posicionou-se no topo da Oricon DVD Charts em seu primeiro dia de lançamento.

### Posições
| Paradas (2013)                                 | Melhor posição |
| ---------------------------------------------- | -------------- |
| Coreia do Sul (Gaon Weekly Digital Chart)      | 4              |
| Coreia do Sul (Gaon Monthly Digital Chart)     | 21             |
| Coreia do Sul (Gaon Weekly Download Chart)     | 5              |
| Coreia do Sul (Gaon Weekly Streaming Chart)    | 8              |
| Coreia do Sul (Gaon Weekly Album Chart)        | 3              |
| Coreia do Sul (Billboard K-pop Hot 100)        | 9              |
| Estados Unidos (Billboard World Digital Songs) | 3              |

### Vendas
| País          | Parada                     | Vendas  |
| ------------- | -------------------------- | ------- |
| Coreia do Sul | Gaon Download Chart (2013) | 602,050 |
| Coreia do Sul | Gaon Album Chart (2013)    | 20,885  |

## Histórico de lançamento
| Região        | Data                   | Formato                   | Gravadora                 |
| ------------- | ---------------------- | ------------------------- | ------------------------- |
| Mundo         | 15 de novembro de 2013 | Download digital (single) | YG Entertainment          |
| Coreia do Sul | 15 de novembro de 2013 | Download digital (single) | YG Entertainment          |
| Coreia do Sul | 13 de dezembro de 2013 | CD single                 | YG Entertainment KT Music |
| Japão         | 18 de dezembro de 2013 | Download digital (single) | YGEX                      |
| Japão         | 13 de março de 2014    | CD single+DVD             | YGEX                      |